# Rodrigo Aguirre
Rodrigo Aguirre, vollständiger Name Rodrigo Sebastián Aguirre Soto, (* 1. Oktober 1994 in Montevideo) ist ein uruguayischer Fußballspieler.

## Karriere

### Verein
Der 1,84 Meter große Offensivakteur Aguirre stand mindestens seit der Apertura 2011 im Erstligakader von Liverpool Montevideo. In jener Halbserie sind drei und in der Gesamtsaison elf Einsätze (kein Tor) in der Primera División für ihn verzeichnet. In der Folgesaison 2012/13 stehen für ihn zwanzig Erstligaeinsätze zu Buche, in denen er achtmal ins gegnerische Tor traf. In der Spielzeit 2013/14 absolvierte er 26 Ligaspiele (acht Tore). Sein Verein stieg am Saisonende in die Segunda División ab. Anschließend erwarb der italienische Klub Udinese Calcio die Transferrechte an Aguirre und verlieh ihn Anfang Juli 2014 unmittelbar weiter zum FC Empoli. Dort debütierte er am 20. September 2014 (3. Spieltag) im Serie-A-Spiel gegen den AC Cesena, als er in der 87. Spielminute für Simone Verdi eingewechselt wurde. Dies blieb sein einziger Erstligaeinsatz für Empoli. Hinzu kam ein absolviertes Pokalspiel. Mitte Januar 2015 kehrte er zu Udinese zurück. Bei Udinese lief er bis zum Saisonende ebenfalls in einer Pokalpartie und in insgesamt sieben Erstligaspielen auf und schoss am letzten Spieltag sein erstes Tor und einzigen Saisontreffer für Udinese. Sein Verein schloss die Saison als Tabellen-16. ab. In der Spielzeit 2015/16 absolvierte er einschließlich seines letzten Einsatzes am 12. Dezember 2015 zehn Erstligapartien (kein Tor) und zwei Begegnungen (kein Tor) in der Coppa Italia. Ende Januar 2016 wechselte er auf Leihbasis zum Zweitligisten AC Perugia Calcio. In der Serie B bestritt er bis Saisonende 17 Spiele (drei Tore). Mitte August 2016 wurde er an den FC Lugano ausgeliehen und lief bei den Schweizern in neun Begegnungen (ein Tor) der Schweizer Super League sowie in einer Pokalpartie (kein Tor) auf. Mitte Januar 2017 schloss sich eine Ausleihe an den amtierenden uruguayischen Meister Nacional Montevideo an. In der Saison 2017 absolvierte er dort 18 Ligaspiele (13 Tore) und sieben Partien (ein Tor) in der Copa Libertadores 2017.
Aufgrund einer Knieverletzung musste Aguirre im Dezember des Jahres operiert werden. Nach seiner Genesung kehrte er nicht zu Nacional zurück. Udinese verlieh Aguirre wieder. Seine Reise ging nach Brasilien zum Botafogo FR. Sein erstes Spiel für den Klub bestritt er am 20. Mai 2018, dem sechsten Spieltag der Meisterschaft 2018. In dem Heimspiel gegen Fluminense Rio de Janeiro wurde er in der 77. Minute für Brenner eingewechselt. Nach Abschluss der Saison wurde Aguirre negativ ausgezeichnet. Auf ESPN wurde er in die Auswahl der schlechtesten Spieler der Saison gewählt. Im Januar 2019 bat er Botafogo um die Auflösung seines Vertrages, welcher von dem Klub stattgegeben wurde.
Anfang Februar 2019 gab der LDU Quito die Verpflichtung und den Erwerb von 50 % der Transferrechte von Udinese bekannt. Anschließend blieb er auch bei Necaxa und machte dort bis Ende der Saison 2020 wettbewerbsübergreifend 23 Tore in 63 Spielen.
Im Januar 2021 wurde er schließlich nach Mexiko an den Club Necaxa verliehen.

### Nationalmannschaft
Aguirre feierte am 12. November 2011 sein Debüt in der von Fabián Coito trainierten U-17-Nationalmannschaft Uruguays in der im Rahmen der Copa Universidad Católica ausgetragenen und mit 0:1 verlorenen Partie gegen die mexikanische Auswahl. Er war Mitglied des Aufgebots Uruguays bei der U-17-Südamerikameisterschaft 2011 in Ecuador und der U-17-Weltmeisterschaft 2011 in Mexiko. Bei der WM lief er in sieben Turnier-Partien auf, schoss ein Tor und wurde mit Uruguay Vize-Weltmeister. Insgesamt stehen 23 U-17 Länderspiele für Aguirre zu Buche. Dabei traf er viermal. Unter Trainer Óscar Tabárez debütierte er am 25. April 2012 beim 0:0-Unentschieden gegen Ägypten in der uruguayischen Olympia-Nationalmannschaft (U-23). Dies blieb sein einziges Spiel in dieser Auswahlmannschaft. In der U-20-Nationalmannschaft kam er sodann unter Trainer Juan Verzeri erstmals am 8. Juni 2012 in der mit 2:0 gewonnenen Partie gegen die USA zum Einsatz. Aguirre gehörte dem Aufgebot der uruguayischen U-20-Auswahl bei der U-20-Südamerikameisterschaft 2013 in Argentinien an und bestritt während des Turniers acht Partien. Bislang (Stand: 5. Juli 2013) absolvierte er zehn Länderspiele (kein Tor) in dieser Altersklasse.

### Erfolge
- U-17-Vize-Weltmeister 2011
- U-17-Vize-Südamerikameister 2011